# Dallas Cowboys 1972
La stagione 1972 dei Dallas Cowboys è stata la 13ª della franchigia nella National Football League. La squadra si qualificò per i playoff per la settima stagione consecutiva.

## Calendario

### Stagione regolare
| Turno | Data       | Avversario             | Risultato | Pubblico |
| ----- | ---------- | ---------------------- | --------- | -------- |
| 1     | 17/9/1972  | Philadelphia Eagles    | V 28–6    | 55,850   |
| 2     | 24/9/1972  | at New York Giants     | V 23–14   | 62,725   |
| 3     | 1/10/1972  | at Green Bay Packers   | S 16–13   | 47,103   |
| 4     | 8/10/1972  | Pittsburgh Steelers    | V 17–13   | 65,682   |
| 5     | 15/10/1972 | at Baltimore Colts     | V 21–0    | 58,992   |
| 6     | 22/10/1972 | at Washington Redskins | S 24–20   | 53,039   |
| 7     | 30/10/1972 | Detroit Lions          | V 28–24   | 65,378   |
| 8     | 5/11/1972  | at San Diego Chargers  | V 34–28   | 54,476   |
| 9     | 12/11/1972 | St. Louis Cardinals    | V 33–24   | 65,218   |
| 10    | 19/11/1972 | at Philadelphia Eagles | V 28–7    | 65,720   |
| 11    | 23/11/1972 | San Francisco 49ers    | S 31–10   | 65,124   |
| 12    | 3/12/1972  | at St. Louis Cardinals | V 27–6    | 49,787   |
| 13    | 9/12/1972  | Washington Redskins    | V 34–24   | 65,136   |
| 14    | 17/12/1972 | New York Giants        | S 23–3    | 64,602   |

### Playoff
| Turno            | Data       | Avversario             | Risultato | Pubblico |
| ---------------- | ---------- | ---------------------- | --------- | -------- |
| Divisional       | 23/12/1972 | at San Francisco 49ers | V 30–28   | 61,214   |
| NFC Championship | 31/12/1972 | at Washington Redskins | S 26–3    | 53,129   |